# Сміт (округ, Вірджинія)
Шаблон:StateAbbr_ 36°50′ пн. ш. 81°32′ зх. д. / 36.84° пн. ш. 81.53° зх. д.
Округ  Сміт (англ. Smyth County) — округ (графство) у штаті  Вірджинія, США. Ідентифікатор округу 51173.

## Історія
Округ утворений 1832 року.

## Демографія
За даними перепису 2000 року загальне населення округу становило 33081 осіб, зокрема міського населення було 9688, а сільського — 23393. Серед мешканців округу чоловіків було 16008, а жінок — 17073. В окрузі було 13493 домогосподарства, 9601 родин, які мешкали в 15111 будинках. Середній розмір родини становив 2,83.
Віковий розподіл населення поданий у таблиці:
| Стать    | До 15 років | 15-21 | 22-29 | 30-39 | 40-49 | 50-65 | 65-85 | Понад 85 |
| -------- | ----------- | ----- | ----- | ----- | ----- | ----- | ----- | -------- |
| Чоловіки | 3053        | 1404  | 1597  | 2345  | 2502  | 3014  | 1943  | 150      |
| Жінки    | 2873        | 1383  | 1601  | 2284  | 2472  | 3149  | 2858  | 453      |

## Суміжні округи
- Тейзвелл — північ
- Бленд — північний схід
- Віт — схід
- Грейсон — південь
- Вашингтон — південний захід
- Расселл — північний захід

## Виноски
1. ↑  U.S. Decennial Census. United States Census Bureau. Архів оригіналу за 2 серпня 2018. Процитовано 5 січня 2014.
2. ↑  Historical Census Browser. University of Virginia Library. Архів оригіналу за 11 серпня 2012. Процитовано 5 січня 2014.
3. ↑  Population of Counties by Decennial Census: 1900 to 1990. United States Census Bureau. Архів оригіналу за 15 грудня 2013. Процитовано 5 січня 2014.
4. ↑  Census 2000 PHC-T-4. Ranking Tables for Counties: 1990 and 2000 (PDF). United States Census Bureau. Архів оригіналу (PDF) за 18 грудня 2014. Процитовано 5 січня 2014.
5. ↑  State & County QuickFacts. United States Census Bureau. Архів оригіналу за 20 липня 2011. Процитовано 5 січня 2014. [Архівовано 2011-08-06 у Wayback Machine.](англ.) Наведено за англійською вікіпедією.
6. ↑  American FactFinder. Бюро перепису населення США. Архів оригіналу за 26 лютого 2012. Процитовано 31 січня 2008. [Архівовано 2008-05-21 у Wayback Machine.]

| США | Це незавершена стаття з географії США. Ви можете допомогти проєкту, виправивши або дописавши її. |